# フェリックス・ミエーリ・ヴェネランド
フェリックス（Félix）ことフェリックス・ミエーリ・ヴェネランド（ポルトガル語: Félix Miélli Venerando、1937年12月24日 - 2012年8月24日）は、ブラジルの元サッカー選手、元サッカー指導者。元ブラジル代表。選手時代のポジションはGK。

## クラブ歴
ナシオナウ-SPの下部組織出身で、1953年にCAジュベントスで選手となった。
1955年にアソシアソン・ポルトゥゲーザ・ジ・デスポルトスに完全移籍。その後、ナシオナウ-SPに期限付き移籍で復帰したのち、再びポルトゥゲーザに在籍した。
1968年にフルミネンセFCに完全移籍し、1978年まで所属して選手を引退した。

## 代表歴
1965年からブラジル代表での出場歴があり、1970 FIFAワールドカップでは正ゴールキーパーとして優勝に貢献した。